# 北信越大学バスケットボール連盟
北信越大学バスケットボール連盟（ほくしんえつだいがくバスケットボールれんめい）は、北信越に所在する大学バスケットボール部により構成された競技運営団体である。

## 加盟校

### 男子
- 北陸大学
- 北陸学院大学
- 信州大学
- 金沢工業大学
- 金沢学院大学
- 金沢星稜大学
- 金沢大学
- 上越教育大学
- 新潟経営大学
- 新潟医療福祉大学
- 新潟大学
- 新潟工業短期大学
- 福井大学
- 松本大学
- 富山大学

### 女子
- 北陸大学
- 北陸学院大学
- 信州大学
- 金沢工業大学
- 金沢学院大学
- 金沢星稜大学
- 金沢大学
- 上越教育大学
- 新潟経営大学
- 新潟医療福祉大学
- 新潟大学
- 新潟青陵大学
- 長野大学